# Christian Zwingmann (Politiker)
Christian Zwingmann (* 1978 in Leinefelde) ist ein deutscher parteiloser Kommunalpolitiker und seit 2022 Bürgermeister der thüringischen Stadt Leinefelde-Worbis.

## Leben
Zwingmann absolvierte nach seinem Abitur eine Lehre zum Friseur. Nach abgeschlossener Lehre eröffnete er seinen eigenen Salon in Leinefelde-Worbis. Bei der Wahl zum Bürgermeister 2022 setze sich Zwingmann gegen den bisherigen CDU-Bürgermeister Marko Grosa durch. Er wurde am 4. Juli 2022 im Amt vereidigt. Zur Kommunalwahl 2024 trat Zwingmann auf der Liste der CDU für den Eichsfelder Kreistag an und errang ein Mandat.
Zwingmann ist verheiratet und hat zwei Kinder.